# Jürgen Querengässer
Jürgen Querengässer (* 30. September 1964 in Pößneck) ist ein ehemaliger deutscher Handballspieler.

## Karriere
Jürgen Querengässer begann mit dem Handballsport bei Stahl Maxhütte. Mit dem SC Dynamo Berlin (später 1. SC Berlin) spielte der Rückraumspieler in der DDR-Handball-Oberliga und gewann in der Saison 1989/90 die DDR-Meisterschaft. Anschließend wechselte er in die Handball-Bundesliga zum TUSEM Essen. Weil seine Familie in Essen nicht zurechtkam, kehrte er nach Berlin zurück und schloss sich dem Zweitligisten SV Blau-Weiß Spandau an, dem der HC Preußen Berlin, der Nachfolgeverein des SC Berlin, zwischenzeitlich beigetreten war. Später spielte Querengässer erneut in der 1. Liga, diesmal beim VfL Hameln, von wo er 1995 zu den Spandauern, die sich zwischenzeitlich in SV Blau-Weiß Köhrich Berlin umbenannt hatten, zurückkehrte. Im November 1997 wurde sein Vertrag mit den Berlinern auf seinen eigenen Wunsch aufgelöst, weil er wegen seines BWL-Studiums weniger trainieren wollte, und er schloss sich  Concordia Delitzsch an.
Im Aufgebot der Nationalmannschaft der DDR spielte Jürgen Querengässer bei der Weltmeisterschaft  1990, wo er mit seiner Mannschaft Achter wurde. Er bestritt 50 Länderspiele für die deutschen Nationalmannschaften, davon 42 für die DDR und acht für das bundesdeutsche Team.